# Лібор Коваржик
Лібор Коваржик (чеськ. Libor Kovařík, нар. 23 лютого 1976, Прага) — чеський арбітр. З 2006 по 2015 роки — арбітр ФІФА.

## Кар'єра
Суддею почав працювати на початку 2000-х, матчі першої чеської футбольної ліги обслуговує з 2005.
З сезону 2010/11 дебютує, як головний арбітр в Лізі чемпіонів УЄФА та Лізі Європи УЄФА.
У 2008 році обслуговував матчі чемпіонату Європи серед 17-и річних.
- 4.05.2008 Туреччина — Нідерланди 3:0
- 7.05.2008 Ірландія — Швейцарія 0:1
- 16.05.2008 Франція — Іспанія 0:4

З 2009 року обслуговував матчі між національними збірними.
Завершив кар'єру арбітра за власним бажанням на початку сезону 2015/16.

## Статистика
| Сезон   | Матчі | Разом | за матч | Разом | за матч |
| ------- | ----- | ----- | ------- | ----- | ------- |
| 2006/07 | 15    | 56    | 3.73    | 3     | 0.2     |
| 2007/08 | 22    | 113   | 5.14    | 1     | 0.05    |
| 2008/09 | 20    | 93    | 4.65    | 3     | 0.15    |
| 2009/10 | 19    | 82    | 4.32    | 4     | 0.21    |
| 2010/11 | 15    | 57    | 3.8     | 1     | 0.07    |
| 2011/12 | 25    | 113   | 4.52    | 6     | 0.24    |
| 2012/13 | 22    | 101   | 4.59    | 1     | 0.04    |
| 2013/14 | 25    | 74    | 2.96    | 2     | 0.08    |
| 2014/15 | 23    | 94    | 4.08    | 2     | 0.08    |
| Разом   | 186   | 783   | 4.20    | 23    | 0.12    |

## Матчі національних збірних
| Дата            | Місто                     | Збірні                         | Рахунок | Турнір               | ЖК | YK · YK · RK | RK |
| --------------- | ------------------------- | ------------------------------ | ------- | -------------------- | -- | ------------ | -- |
| 6 червня 2009   | Гельсінкі, Фінляндія      | Фінляндія – Ліхтенштейн        | 2 – 1   | Кваліфікація ЧС 2010 | 3  | 0            | 0  |
| 7 вересня 2010  | Будапешт, Угорщина        | Угорщина – Молдова             | 2 – 1   | Кваліфікація ЧЄ 2012 | 3  | 0            | 0  |
| 7 жовтня 2011   | Андорра-ла-Велья, Андорра | Андорра – Ірландія             | 0 – 2   | Кваліфікація ЧЄ 2012 | 3  | 0            | 0  |
| 11 червня 2013  | Гомель, Білорусь          | Білорусь – Фінляндія           | 1 – 1   | Кваліфікація ЧС 2014 | 7  | 0            | 0  |
| 15 жовтня 2013  | Пірей, Греція             | Греція – Ліхтенштейн           | 2 – 0   | Кваліфікація ЧС 2014 | 5  | 0            | 0  |
| 8 вересня 2014  | Серравалле, Сан-Марино    | Сан-Марино – Литва             | 0 – 2   | Кваліфікація ЧЄ 2016 | 4  | 0            | 0  |
| 31 березня 2015 | Відень, Австрія           | Австрія – Боснія і Герцеговина | 1 – 1   | Товариський матч     | 5  | 0            | 0  |
| 14 червня 2015  | Вадуц, Ліхтенштейн        | Ліхтенштейн – Молдова          | 1 – 1   | Кваліфікація ЧЄ 2016 | 3  | 0            | 0  |